# Новаки (Словаччина)

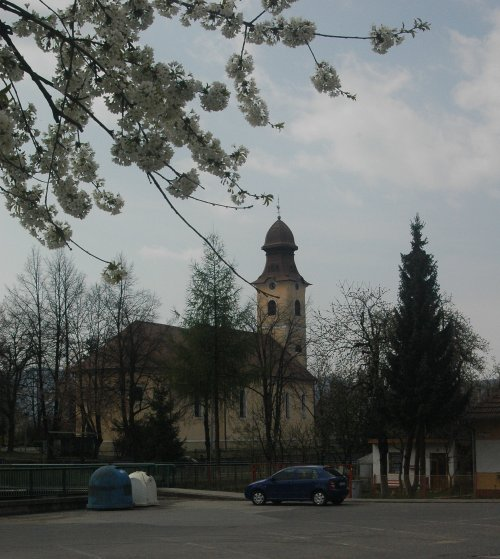
Костел

Новаки (словац. Nováky, угор. Nyitranovák) — промислове містечко в західній Словаччині, розташований у підніжжя гір Стражовске-Врхи. Населення близько 4,5 тисяч осіб.

## Історія
Новаки вперше згадується в 1113 році. В 1431 та 1434 поселення грабують гусити, в 1470 та 1472 поляки, в 1533 місцеві лицарі-розбійники. В 1626 році під час сутичок між католиками та протестантами мешканці тоді протестантської Прєвідзи пограбували Новаки. В 1626 та 1663 місто спалили турки. На початку XVIII століття Новаки піддалися навалі куруців. В 1898 через Новаки пройшла залізниця. В 1938 починається будівництво хімічного заводу, одного з найбільших в Словаччині. В 1941 році в передмісті Ласкар був відкритий концентраційний табір, який в 1944 розпускають партизани. В 1961 Новаки стали містом.

## Населення
| Рік:            | 1994. | 2004.   | 2014.   | 2024.   |
| --------------- | ----- | ------- | ------- | ------- |
| Кількість осіб: | 4253  | 4426    | 4270    | 4093    |
| Різниця:        |       | +4,06 % | -3,52 % | -4,14 % |

| Рік:            | 2023. | 2024.   |
| --------------- | ----- | ------- |
| Кількість осіб: | 4136  | 4093    |
| Різниця:        |       | -1,03 % |

## Пам'ятки архітектури
- Католицький костел 1800-го р. збудований на залишках більш раннього костелу.
- Будівля колишнього монастиря кінця XVII-го століття, перебудована в другій половині XIX-го століття та обновлена в 1941-ому р. Зараз в ньому середня школа.
- Пам'ятник Словацькому національному повстанню 1944-го року.